# Feadship
Feadship (First Export Association of Dutch Shipbuilders) est une entreprise coopérative entre deux chantiers navals : Royal Van Lent Shipyard et Royal De Vries. Feadship conçoit et construit des yachts de luxe haut de gamme et est l'un des principaux constructeurs de superyachts personnalisés tels que les Aquarius (en), Symphony, Savannah (en) et Venus.
Feadship est fondée en 1949 par la fusion de six chantiers navals, dont De Vries et Van Lent, et de l'architecte naval Henri de Voogt.